# Griechische Fußballnationalmannschaft (U-20-Männer)
Die griechische U-20-Fußballnationalmannschaft ist eine Auswahlmannschaft griechischer Fußballspieler. Sie unterliegt dem Elliniki Podosferiki Omospondia und repräsentiert ihn international auf U-20-Ebene, etwa in Freundschaftsspielen gegen die Auswahlmannschaften anderer nationaler Verbände oder bei der U-20-Fußball-Weltmeisterschaft.
Die Mannschaft nahm bisher erst einmal an der Endrunde einer U-20-WM teil; da die U-19-Nationalmannschaft bei der U-19-EM 2012 Vize-Europameister wurde, war die U-20-Mannschaft für die WM 2013 in der Türkei qualifiziert, bei der sie erst im Achtelfinale gegen Usbekistan mit 1:3 (1:1) ausschied.

## Teilnahme an U20-Fußballweltmeisterschaften
| 1977 | nicht qualifiziert |
| 1979 | nicht qualifiziert |
| 1981 | nicht qualifiziert |
| 1983 | nicht qualifiziert |
| 1985 | nicht qualifiziert |
| 1987 | nicht qualifiziert |
| 1989 | nicht qualifiziert |
| 1991 | nicht qualifiziert |
| 1993 | nicht qualifiziert |
| 1995 | nicht qualifiziert |
| 1997 | nicht qualifiziert |
| 1999 | nicht qualifiziert |
| 2001 | nicht qualifiziert |
| 2003 | nicht qualifiziert |
| 2005 | nicht qualifiziert |
| 2007 | nicht qualifiziert |
| 2009 | nicht qualifiziert |
| 2011 | nicht qualifiziert |
| 2013 | Achtelfinale       |
| 2015 | nicht qualifiziert |
| 2017 | nicht qualifiziert |
| 2019 | nicht qualifiziert |